# Écluse de Midgham

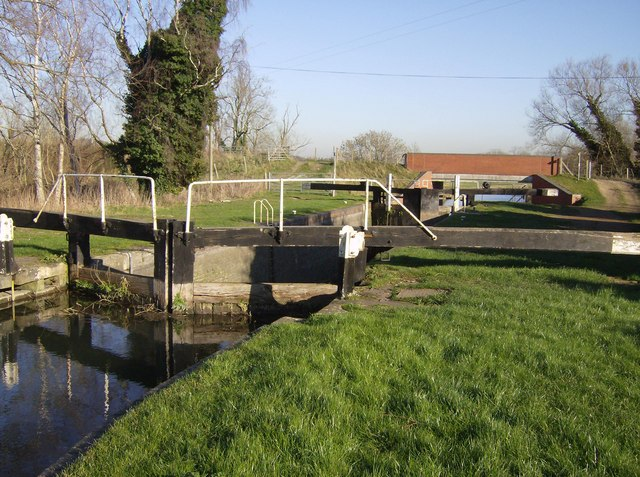
Écluse de Midgham, avec le pont routier à l'arrière plan.

L'écluse de Dun Mill est une écluse sur le canal Kennet et Avon, située entre Thatcham et Woolhampton, dans le Berkshire, en Angleterre.
L'écluse de Dun Mill a été construite entre 1718 et 1723 sous la supervision de l'ingénieur John Hore de Newbury. Le canal est administré par la British Waterways. L'écluse a une hauteur d'eau de 2,31 m (7 pi 7 po).